# 남궁웅
남궁웅(한국 한자: 南宮雄, 1984년 3월 29일 ~ )은 대한민국의 전 축구 선수로서 포지션은 수비수였다.

## 개요
고양능곡초등학교, 서울경희중학교, 경희고등학교를 졸업하였다.

## 출신 학교
- 능곡초등학교
- 경신중학교 → 경희중학교 전학
- 경희고등학교

## 클럽 경력
2003년에 수원 삼성 블루윙즈에 입단을 했다. 2003년 10월 26일 열린 전북 현대 모터스와의 경기에서 프로 데뷔골을 기록했다. 이 골로 수원은 그의 형인 남궁도가 골을 넣은 전북과 2-2로 무승부를 거둘 수 있게 되었다. 데뷔 첫 해인 2003시즌에는 리그에서 22경기를 뛰었으나, 그 다음 시즌인 2004년에는 리그에서 5경기를 뛰는데 그쳤다.
2005년 광주 상무 불사조에 입대해 2006년 11월 17일 군복무를 마치고 수원 삼성 블루윙즈에 복귀하여, 2006년 11월 25일 K리그 플레이오프 성남 일화 천마와의 경기에서 뛰었다. 2007년 하우젠 컵을 포함하여 9경기를 뛰는데 그쳤지만 2008년 하우젠 컵을 포함하여 16경기를 뛰었고, 2008년 K리그 우승 등에 공헌하였다. 2009년에 부상을 당하여 경기에 출전하지 못하는 상태가 되었다. 간간히 2군 리그에 출전하였지만, 2010 시즌이 끝날 때까지 정규 리그에는 한 경기도 출전하지 못하였다.
2011년 2월 5일, 성남 일화 천마가 남궁웅의 영입을 공식 발표하였다.
2013년 1월 30일, 강원 FC가 남궁웅의 영입을 공식 발표하였다.
2014시즌을 앞두고 말레이시아의 크다 FA로 이적했다.

## 지도자 경력
현역 은퇴 이후 수원 삼성 블루윙즈의 스카우터로 활동했다.
2020시즌을 앞두고 K리그1의 성남 FC의 코치로 선임되었다.

## 그 외
남궁웅의 형인 남궁도 또한 축구 선수였다.

## 경력

### 선수 경력
- 2003년 ~ 2004년 수원 삼성 블루윙즈
- 2005년 ~ 2006년 광주 상무 불사조 (군복무)
- 2007년 ~ 2010년 수원 삼성 블루윙즈
- 2011년 ~ 2012년 성남 일화 천마
- 2013년 강원 FC
- 2014년 크다 FA
- 2015 페락 FA

## 수상

### 클럽

#### 수원 삼성 블루윙즈
- K리그: 2004, 2008
- FA컵: 2009
- K리그 컵: 2008
- 팬퍼시픽 챔피언십: 2009